# دييغو باريوس
دييغو باريوس (بالإسبانية: Diego Barrios)‏ (29 مارس 1987 بكونسيبسيون في باراغواي - ) هو مدرب كرة قدم ولاعب كرة قدم باراغواياني في مركز الوسط. لعب مع أوليمبيا أسونسيون ونادي دومجاله وDeportivo Azogues ‏ ونادي أوسييك.